# Gertrude Degenhardt
Gertrude Degenhardt (* 1. Oktober 1940 in New York, NY, gebürtig Gertrude Schwell) ist eine deutsche Lithografin und Zeichnerin,  die in Mainz-Gonsenheim lebt und arbeitet.

## Leben
Gertrude Degenhardt wuchs in Berlin auf. Seit 1956 lebt sie in Mainz, wo sie ab 1966 als freischaffende Malerin und Graphikerin arbeitet. Ihre Zeichnungen und Radierungen tragen ihre individuelle, unverwechselbare künstlerische Handschrift. Ihr im Jahr 2002 verstorbener Mann Martin Degenhardt ist in ihren Werken wohl das meist wiederzufindende Bildmotiv. Ihre im Jahr 2022 verstorbene Tochter Annette Degenhardt war Gitarristin und Komponistin.
Mit Radiernadel, aber auch mit Pinsel und Zeichenstift, stellt sie ihre Mitmenschen verfremdet und skurril und trotzdem gut erkennbar dar. Ihre Frauen und Männer sind aus dem Leben gegriffen – kauzig, ernst, heiter, nüchtern und trunken, erotisch und asketisch, individuell und originell. Die Künstlerin wirkt seit 40 Jahren wechselweise in Rheinhessen und an der irischen Westküste. Einige ihrer Zyklen wurden zuerst in Deutschland vorgestellt, andere, wie zum Beispiel „Fiddle & Pint“ wurden erstmals in Dublin gezeigt und kamen dann nach Deutschland. Liebenswerte und skurrile Gestalten aus der Liedermacherszene ihres Schwagers Franz Josef Degenhardt oder aus Irland, vielfach handfeste Stromer, Trinker und Spieler, können in ihren Radierungen und Farbradierungen aus früheren Jahren betrachtet werden.

## Charakter der Werke
Gertrude Degenhardt ist eine genaue und lachende Beobachterin von Menschen im Allgemeinen und deren Charakter. Sie spricht über die Menschheit, offenbart uns unsere eigene Absurdität und erinnert uns an eine unserer wenigen erlösenden Kräfte: die Musik. Alles Ernsthafte und auch Komische wird in Übertreibung zur Groteske. Sie fängt in ihren Sujets Emotionen ein: Lebensfreude, Völlerei, Hass, Begehren Bewundern, Entzücken, Verabscheuen, Trieb, Gier, Leiden und auch die Sinnenfreuden wie Fühlen, Berühren, Riechen, Genießen. Ein gutes Glas und Musiknoten sind unablässige Ergänzungen zu den Hauptmotiven.
Eine Vielzahl an Sujets erschließt uns ihre Wahrnehmung, ihr Leben:
- Gonsbachtal und Revolution (Mainzer Republik)
- Vaganten, Tänzer, Musikanten und Stromer, zum Beispiel im Zyklus RONDO
- Irland-Zyklus Farewell to Connaught
- und immer wieder Martin Degenhardt

In den 1990er Jahren entstanden Frauensujets wie Vagabondage – Zyklen wilder, eigenständiger Frauen – als Aquarelle, Pinselzeichnungen und Grafiken. Als Kaltnadelradierungen überwiegen: Women in Music, Vagabondage in Blue, Vagabondage en Rouge, Vagabondage Ad Mortem mit dazugehörenden Büchern.
Gertrude Degenhardt hat zahlreiche Texte von O’Flaherty, Brecht, Biermann, François Villon, ihrem Schwager Franz Josef Degenhardt und anderen politischen Autoren illustriert. Ihre meisterhafte Technik setzt sie auch bei der Gestaltung von Schallplattencovern für die Liedermacher- und die Irish-Folk-Szene ein.

## Auszeichnungen
- 1968 Graphik-Biennale-Preis in Kraków/Polen
- 1976 Graphik-Biennale-Preis in Fredrikstad/Norwegen
- Für das von ihr illustrierte Liederbuch Das sind unsre Lieder, hrsg. von Hein & Oss Kröher, erhielt sie 1978 auf der Weltausstellung für Buchkunst in Tel Aviv die Silbermedaille.
- 2001: Verdienstorden des Landes Rheinland-Pfalz
- 2019: Hannes Gaab Preis der Stadt Mainz

## Ausstellungen (unvollständig)
- 1976: Karl-Marx-Stadt, Weimar und Berlin („Progressive Kunst – Künstler aus der BRD stellen aus“; mit der Aquatintaradierung Die konservative Journaille, 1957, 60 × 50 cm)[4]

- 1988: Museum der bildenden Künste, Leipzig
- 1989: The Kenny Gallery, Galway
- 1990: Mittelrhein-Museum
- 1993: Vagabondage – Women in Music, Kulturspeicher, Oldenburg (Oldenburg)
- 1993: Literaturhaus Berlin
- 1994: Imagines – Women in Music, Galerie Kramer, Hamburg
- 1995: Vagabondage ad Mortem, A. Paul Weber-Museum, Ratzeburg
- 1998: Villa Musica
- 1999: Kulturspeicher, Oldenburg (Oldenburg)
- 2002: Haus des Buches, Leipzig
- 2002: The Kenny Gallery, Galway
- 2004: Schloss Engers
- 2005: Galerie der Büchergilde Gutenberg, Frankfurt
- 2006: Schloss Landestrost
- 2007: Stadtmuseum Borken
- 2007: Maison de Rhénanie-Palatinat, Dijon
- 2011: Kulturspeicher im Stadtmuseum, Oldenburg (Oldenburg) (Retrospektive anlässlich des 75. Geburtstags von Gertrude Degenhardt)
- 2022: Trommelwirbel! Gertrude Degenhardts graphische Arbeiten durch die Jahrzehnte, Landesmuseum Mainz

## Bildbände und Kataloge
- Das Fest kann beginnen. Maison de Rhénanie-Palatinat und Edition GD, Mainz 2006. ISBN 3-923929-12-9
- Tanzende Paare. Edition Villa Musica und Edition GD, Mainz 2004. ISBN 3-923929-11-0
- Vagabondage en rouge. Pinselzeichnungen, Lithographie, Radierungen. Edition GD, Mainz 2001. ISBN 3-923929-10-2
- Fiddle & Pint. Edition GD, Mainz 2000. ISBN 3-923929-09-9
- Quartette. Edition Villa Musica und Edition GD, Mainz 1998. ISBN 3-923929-08-0
- Vagabondage in blue. Frauen an Trommeln. Edition GD, Mainz 1996. ISBN 3-923929-07-2
- Vagabondage ad mortem. Musikanten des Todes. Edition GD, Mainz 1995. ISBN 3-923929-06-4
- Musikfrauen – Women in Music. Mittelrhein-Museum Koblenu und Edition GD, Mainz 1990. ISBN 3-923929-03-X
- Farewell to Connaught. 65 Kaltnadel-Radierungen von der irischen Westküste. Büchergilde Gutenberg, Frankfurt/M. 1989. ISBN 3-7632-2859-4
- Von der anderen Musik. Zeichnungen und Radierungen 1970–1985. Kulturamt Böblingen 1985
- In praise of pints oder Maria zu Ehren. 40 Zeichnungen mit dem Gänsekiel. Edition GD, Mainz 1983, ISBN 3-923929-00-5
- So ein Tag, so wunderschön wie heute. Limpert, Frankfurt/M. 1974. ISBN 3-7853-1197-4
- Nostalgia. Edition GD, Mainz-Gonsenheim 1971
- Loppe Loppe Leiter. Linkisch Lied für Lust und Lümmel. Eberwein, Offenbach 1967